# M50 (Ierland)
De M50 (Engels: M50 Motorway/ Iers: Mótarbhealach M50) is een nationale primaire weg in Ierland. Het is een driekwart ringweg om Dublin en verbindt onder andere de M1 naar Belfast met de M11 naar Wexford. Het is een deel van de E-01. De weg was gepland als een complete ringweg voor de stad Dublin en een verbinding tussen alle primaire N-wegen. Alleen het zuidoostelijke deel is nog niet aangelegd.
De M50 is de enige autosnelweg in Ierland die nooit als N-weg geclassificeerd is geweest. In zijn huidige vorm begint de weg als de vierstrooks Dublin Port Tunnel, die de Dublin Port verbindt met het knooppunt tussen de M1 en M50. Vanaf dit knooppunt is de M50 een zesstrookssweg, die aansluitingen heeft met de N2, N3, N4, N7, N81, N31 en M11.

## Geschiedenis
De M50 werd opgeleverd in 2005, nadat de eerste steen in 1987 werd gelegd. Dit deel, de brug over de rivier Liffey, was de eerste tolweg in Ierland. Aanvankelijk vielen de inkomsten van deze brug tegen, omdat de brug slechts de N3 met de N4 verbond. Langzaamaan werden de verschillende delen geopend. In 1990 het eerste deel tussen Blanchardstown en Tallaght, In 1996 volgde het noordelijke deel (tot de M1), in 2001 het deel tot Sandyford en ten slotte in 2005 het stuk tot de M11. In 2007 werd begonnen met de opwaardering van 2x2-rijstroken naar 2x3-rijstroken, waarbij ook alle belangrijke kruisingen ongelijkvloers werden uitgevoerd, nadat bleek dat de capaciteit van de snelweg tekortschoot. Volgens de NRA komt dit deels doordat ten tijde van de planning Ierland nog in een diepe recessie zat, deels doordat de kruisingen als rotondes met verkeerslichten waren uitgevoerd. Na de opwaardering werden de tolhokjes bij de Liffey ook weggehaald, maar moet er alsnog tol worden betaald. Deze kan via een prepay-systeem worden betaald (in bijvoorbeeld tankstations), of middels een elektronisch systeem (RFID).

## Primaire bestemmingen
De volgende primaire bestemmingen (primary destinations) liggen aan de M50:
- Dublin Port
- Dublin Airport
- Ashbourne
- Finglas
- Blanchardstown
- Lucan
- Tallaght
- Sandyford
- Dundrum
- Leopardstown
- Shankill